# Alvin a Chipmunkové: Čiperná jízda
Alvin a Chipmunkové: Čiperná jízda (v anglickém originále Alvin and the Chipmunks: The Road Chip) je americký rodinný komediální film z roku 2016. Režie se ujal Walt Becker a scénáře Randi Mayem Singer a Adam Sztykiel. Snímek je čtvrtým filmem série Alvin a Chipmunkové. Hlavní role hrají Jason Lee, Tony Hale, Kimberly Williams-Paisley a Josh Green a své hlasy propůjčili Justin Long, Matthew Gray Gubler, Jesse McCartney, Kaley Cuoco, Anna Farisová a Christina Applegate.
Film byl do kin uveden 23. prosince 2015. V České republice měl premiéru 28. ledna 2016. Film získal negativní recenze od kritiků a vydělal přes 234,8 milionů dolarů.

## Obsazení
| Jason Lee                 | David „Dave“ Seville   |
| Tony Hale                 | agent James Suggs      |
| Kimberly Williams-Paisley | Samantha               |
| Josh Greene               | Miles                  |
| Bella Thorne              | Ashley Grey            |
| Eddie Steeples            | Barry                  |
| Maxie McClintock          | Alice                  |
| Retta                     | plánovačka párty       |
| Uzo Aduba                 | ochranka               |
| Mark Jeffrey Miller       | taxikář                |
| RedFoo                    | sám sebe cameo         |
| John Waters               | pasažér 1. třídy cameo |
| Jennifer Coolidge         | paní Priceová cameo    |
| Laura Marano              | hotelová chůva cameo   |

### Hlasové role
| Justin Long         | Alvin    |
| Matthew Gray Gubler | Simon    |
| Jesse McCartney     | Theodore |
| Christina Applegate | Brittany |
| Anna Farisová       | Jeanette |
| Kaley Cuoco         | Eleanor  |

## Produkce
V červnu 2013 studio 20th Century Fox oznámilo natáčení čtvrtého dílů nazvaného Alvin a Chipmunkové 4, s plánovanou premiérou 11. prosince 2015. V srpnu 2014 Randi Mayem Singer podepsal smlouvu na napsání scénáře. V prosinci 2014 byl najat režisér Walt Becker a bylo oznámeno, že premiéra filmu bude 18. prosince 2015, také bylo oznámeno, že film ponese název Alvin a Chipmunkové: Čiperná jízda. V únoru 2015 bylo oznámeno, že Tom Hale se připojil k obsazení, v březnu se připojily Kimberly Williams-Paisley a Bella Thorne. Natáčení začalo 16. března 2015 a skončilo 20. května 2015.

## Přijetí

### Tržby
Film vydělal 85,9 milionů dolarů v Severní Americe a 148,9 milionů dolarů v ostatních oblastech, celkově tak vydělal 234,8 milionů dolarů po celém světě. Rozpočet filmu činil 90 milionů dolarů. V Severní Americe byl oficiálně uveden 18. prosince 2015, společně s filmy Star Wars: Síla se probouzí a Sisters. Za první promítací den snímek vydělal 4 miliony dolarů, za první víkend pak 14,3 milionů dolarů a získal druhou nejvyšší návštěvnost, po filmu Star Wars: Síla se probouzí.

### Kritika
Film získal převážně negativní recenze od kritiků. Na recenzní stránce Rotten Tomatoes získal z 63 započtených recenzí 16 procent s průměrným ratingem 3,4 bodů z deseti. Na serveru Metacritic snímek získal z 21 recenzí 33 bodů ze sta. Na Česko-Slovenské filmové databázi snímek získal 54 %.

## Ocenění a nominace
| Occenění                          | Datum ceremoniálu  | Kategorie                                     | Nominovaný                         | Výsledek  |
| --------------------------------- | ------------------ | --------------------------------------------- | ---------------------------------- | --------- |
| British Academy Children's Awards | 20. listopadu 2016 | BAFTA hlas dětí                               | Alvin a Chipmunkové: Čiperná jízda | nominace  |
| Zlatá malina                      | 27. února 2016     | Nejhorší herec ve vedlejší roli               | Jason Lee                          | nominace  |
| Zlatá malina                      | 27. února 2016     | Nejhorší herečka ve vedlejší roli             | Kaley Cuoco                        | vítězství |
| Zlatá malina                      | 27. února 2016     | Nejhorší prequel, remake, rip-off nebo sequel | Alvin a Chipmunkové: Čiperná jízda | nominace  |
| Kids' Choice Awards               | 12. března 2016    | Nejoblíbenější animovaný film                 | Alvin a Chipmunkové: Čiperná jízda | nominace  |
| Kids' Choice Awards               | 12. března 2016    | Nejoblíbenější hlas z animovaného filmu       | Justin Long                        | nominace  |